# Lard
Lard ist eine 1989 durch Jello Biafra (Gesang), Al Jourgensen (Gitarre), Paul Barker (E-Bass) und Jeff Ward (Schlagzeug) gegründete Hardcore-Punk-/Industrial-Rock-Band. Biafra ist besser bekannt als Leadsänger der Dead Kennedys. Jourgensen und Barker sind Gründungsmitglieder der Industrial-Metal-Band Ministry, zu der auch Ward gehörte. Im Laufe der Jahre haben noch einige andere Mitglieder von Ministry bei Lard mitgespielt, Bill Rieflin, Mike Scaccia, und Rey Washam.

## Geschichte
1988 wurde Al Jourgensen Jello Biafra bei einem Dead-Kennedys-Konzert in Chicago vorgestellt. Biafra gab Jourgensen seine Telefonnummer, Jourgensen rief ihn an und Biafra kam nach Chicago. Seinen Aufenthalt dort verlängerte er, nachdem er begonnen hatte, sich mit der Empfangsdame des Studios zu treffen. Beim ersten Studioaufenthalt verhielt Biafra sich laut Jourgensen „total divenhaft“: Er verlangte Tee, Zitrone und eine bestimmte Süßstoffmarke, als Jourgensen dessen Gesang aufnehmen wollte, und sang sich mit laut Jourgensen „opernmäßige[n] Stimmübungen“ ein. Als er nach zwei Stunden Aufwärmen vor das Mikro trat, wusste die Band nicht, was er vorhatte, und erwartete „krasse politische Texte“. Stattdessen fing Biafra an, „wie ein Irrer ins Mikro zu schreien. Er hatte gar keinen Text.“ Danach verlangte Biafra noch mehr Tee und wollte die Aufnahme wiederholen. Jourgensen weigerte sich, solange Biafra keine Texte hatte und nur schrie, und sperrte ihn aus dem Studio aus. Biafra kam dennoch und schrie seine Ideen durch die Tür. Laut Jourgensen war das Ganze „dennoch […] ein interessantes Projekt“. Er und Paul Barker spielten lockerer als bei Ministry, und „irgendwann wurde auch Jello lockerer“ und „kam mit richtigen Texten an“, sodass Jourgensen ihn wieder in die Gesangskabine ließ.
Lard hat nur ein paar mal live gespielt – einmal in Chicago nach Ende der Aufnahmen für The Last Temptation of Reid. 2003 am Ende eines Ministry-Konzerts sowie in San Francisco (26. September 2004) und Seattle (29. September 2004) auf Ministrys Evil Doer Tour.

## Musikstil und Texte
Lard greift ebenso wie Ministry auf Samples zurück.
Wie die meisten Werke Biafras, sind die Songs von Lard wütend und politisch (der „War on Drugs“ ist ein besonders häufiges Thema) und deutlich satirisch.

## Diskografie
- The Power of Lard (1989)
- I Am Your Clock (EP) (1990)
- The Last Temptation of Reid (1990)
- Pure Chewing Satisfaction (1997)
- 70's Rock Must Die (2000)

Darüber hinaus sind Songs auf der Compilation The Virus That Would Not Die (1997) und dem Soundtrack zu Natural Born Killers erschienen.